# Thorictus vestitus
Thorictus vestitus is een keversoort uit de familie spektorren (Dermestidae). De wetenschappelijke naam van de soort werd in 1864 gepubliceerd door Thomas Vernon Wollaston.